# Al-Ahly Benghazi
 Al-Ahly Benghazi – libijski klub piłkarski z siedzibą w Benghazi. 

## Historia
Al-Ahly Sports Cultural & Social Club został założony w 1947. W 1963 pierwszej ligi stanowej. Pierwszym sukcesem Al-
Ahly było wygranie mistrzostw Benghazi w 1950. W latach 50. Al-Ahly czterokrotnie wygrało te rozgrywki. W latach 1957–1970 sześciokrotnie wygrywał mistrzostwa Wschodniej Libii. Dzięki wygranej w tych rozgrywek w 1963 klub wystąpił w premierowej edycji mistrzostw Libii w sezonie 1963/1964. W finale rozgrywek klub dwukrotnie uległ 0-1 Al-Ahly Trypolis. Najlepszym okresem w historii Al-Ahly to pierwsza połowa lat 70., kiedy to trzykrotnie zdobyło Mistrzostwo Libii. W latach 80. jedynym sukcesem Al-Ahly było zdobycie Pucharu Libii w 1984. Ostatnie sukcesy Al-Ahly odniosło w latach 90., kiedy to zdobyło mistrzostwo w 1992 oraz Puchar w 1996. Następne lata to powolny upadek klubu, czego apogeum miało miejsce w 2000, kiedy to klub spadł do drugiej ligi. Do pierwszej ligi klub powrócił w 2005 i występuje w niej do chwili obecnej. 

## Sukcesy
- Mistrzostwo Libii (4): 1970, 1972, 1975, 1992.
- Puchar Libii (2): 1984, 1996.
- Mistrzostwo Wschodniej Libii (6): 1957, 1960, 1963, 1964, 1968, 1970.
- Mistrzostwo Benghazi (4): 1950, 1951, 1954, 1956.

## Reprezentanci kraju grający w klubie
| - Moataz Ben Amer - Faisal Saleh Al Badri - Ali Salama - Ahmed Faraj El Masli - Ahmed Mahmoud Zuway | - Saber Khelifa - Haykel Guemamdia - Cheick Oumar Dabo |

## Trenerzy klubu
| - Thomson (Koniec lat 60.) - Mohamed Abdou Saleh El-Wahsh (1969–72) - Nicolae Oaida (1972–74) - Albert Flórián (1978–85) - Abdeljelil Al Hashani (1985–??) - Ahmed Ben Sawed (1987–88) - ?? (19??–91) - Abdeljelil Al Hashani (1991–??) - Ahmed Ben Sawed (1994–95) - Saïd Amara (1996–99) | - Hassan Shehata (1999) - Ahmed Ben Sawed (2004–05) - Al Tayeb Abu Hafs (2005–07) - Abderrahmane Mehdaoui (2007–08) - Draghon (2008–09) - José Dutra dos Santos (sierpień 2009–listopad 09) - Helmi Toulan (listopad 2009–grudzień 09) - Draghon (grudzień 2009–??) - Tarek Thabet (20??–) |